# Giovanni Croce
Giovanni Croce o Dalla Croce (Chioggia, 1557 – Venezia, 15 maggio 1609) è stato un compositore italiano di scuola veneziana.

## Biografia
Nato a Chioggia, città da cui gli è derivato il nome di Chiozzotto, fu allievo di Zarlino, suo compatriota, che lo fece entrare in qualità di contralto nella cappella di San Marco, dove succedette a Baldassare Donato come maestro di cappella della stessa chiesa il 13 luglio 1603.
Fu prete, assegnato alla chiesa di Santa Maria Formosa.

## Opere
- Sonate a 5 (Venezia, 1580)
- Il primo libro dei madrigali a cinque voci (ivi, 1585)
- Il secondo libro dei madrigali a cinque voci, con uno a quattro e l'eco (ivi, 1588)
- Mottetti a otto voci (ivi, 1589)
- Il secondo libro dei mottetti a otto voci (ivi, 1590)

Questi due libri sono stati ristampati con il titolo:
- Salmi a tre voci che si cantano a terza, Te Deum, Benedictus, Miserere (ivi, 1596)
- Triaca musicale nella quale vi sono diversi capricci a 4, 5, 6 e 7 voci, nuovamente composta e data in luce (ivi, 1597)

Questa curiosa raccolta contiene delle composizioni molto originali su parole in lingua veneta, vi si trovano:
- un'eco a 6 voci molto ingegnosamente scritto
- una mascherata a quattro
- la canzone del rossignolo e del cucù
- la canzonetta dei bambini
- la canzone dei villani a 6 voci
- un brano molto piacevole intitolato il gioco dell'oca a 6 voci
- il canto dello schiavo, a 7 voci

- Canzonette a 4 voci, libro I
- Vespertinae omnium solemnitatum psalmodie 8 vocum
- Sacrae cantiones quinque vocum
- Messa a cinque voci, libro I
- Septem psalmi paenitentiales sex vocum
- Magnificat per tutti li tuoni a 6 voci
- Lamentazioni ed improperii per la settimana santa con le lezioni della natività di Nostro Signore a 4 voci
- Mottetti a 4 voci
- Nove lamentazioni per la settimana santa a sei voci
- Madrigali a sei voci
- Cantiones sacrae octo vocum cum basso continuo ad organum

Bodenchutz ha inserito dei mottetti a otto voci di questo musicista, nei suoi florilegii porlensis. Madrigali di Croce si trovano anche nella raccolta: Ghirlanda di madrigali a sei voci di diversi eccellentissimi autori de' nostri tempi in Anversa, presso Phalesio 1601 in-4°